# مالكوم غوردون
مالكوم غوردون (بالإنجليزية: Malcolm Gordon)‏ هو مدرب رياضي أمريكي، ولد في 10 يناير 1868، وتوفي في 13 نوفمبر 1964.